# موریس گارل
موریس گارل (فرانسوی: Maurice Garrel‎؛ ۲۴ فوریهٔ ۱۹۲۳ – ۴ ژوئن ۲۰۱۱) یک هنرپیشه اهل فرانسه بود. وی بین سال‌های ۱۹۵۷ تا ۲۰۰۹ میلادی فعالیت می‌کرد.
از فیلم‌ها یا برنامه‌های تلویزیونی که وی در آن نقش داشته است می‌توان به یکشنبه‌ها و سیبل، دوزخ آنری-ژرژ کلوزو، بدرود فیلیپین و برادر او اشاره کرد.